# Ofterschwang
Ofterschwang település Németországban, azon belül Bajorországban. Lakosainak száma 2092 fő (2023. december 31.). Ofterschwang Blaichach, Sonthofen, Fischen im Allgäu és Bolsterlang községekkel határos.

## Népesség
A település népessége az elmúlt években az alábbi módon változott:
| Lakosok száma | 922  | 1482 | 1690 | 1427 | 1924 | 1967 | 2042 | 2092 | 2082 | 2092 |
|               | 1875 | 1950 | 1975 | 1987 | 2012 | 2014 | 2016 | 2017 | 2021 | 2023 |